# Carlo Savonuzzi
Carlo Savonuzzi (* 18. August 1897 in Ferrara; † 26. Dezember 1973 in Sanremo) war ein italienischer Bauingenieur.

## Leben
Nachdem er 1922 sein Studium des Bauingenieurwesens abgeschlossen hatte, wurde er 1924 technischer Direktor der Società Idroelettrica della Secchia. 1926 erhielt er eine Anstellung als Ingenieur beim Technischen Amt der Stadtverwaltung von Ferrara. In dieser Zeit reichte seine Tätigkeit von der Stadtplanung bis zur Restaurierung. Zwischen 1926 und 1928 wurden ihm bereits eine Reihe prestigeträchtiger Projekte anvertraut, darunter das Stadion und das Foro Boario, die ihm einen gewissen Ruhm einbrachten. Einen Teil seiner Entwicklung verdankt er seinem älteren Bruder Girolamo, der von 1925 bis 1943 Chefingenieur der Stadtverwaltung war, seinem jüngeren Bruder aber freie Hand ließ. Zusammen mit seinem Bruder und dem Ingenieur Ciro Contini arbeitete er am Entwicklungs- und Erweiterungsplan für den neuen Stadtteil Via Boldini. 1930 wurde Carlo im Rahmen eines öffentlichen Wettbewerbes zum „Sektionsingenieur“ der Stadt ernannt. In enger Zusammenarbeit mit dem Podestà Renzo Ravenna und seiner Gruppe, deren Hauptansprechpartner Italo Balbo war, trug er wesentlich zur Umgestaltung und Modernisierung der Stadt bei.
Mit dem Entwurf der architektonischen Komplexes konnte Ingenieur Carlo Savonuzzi sein Bekenntnis zum Rationalismus geschickt mit der architektonischen Tradition von Ferrara verbinden, indem er sich auch von der Architektur der Vergangenheit inspirieren ließ.
Zwischen 1946 und 1962 kehrte er als Chefingenieur des Technischen Büros in die Stadtverwaltung zurück und arbeitete an den Plänen für den Wiederaufbau der Stadt. 1963 und 1964 wurde er Mitglied des Ferrariae decus bzw. der Deputazione provinciale ferrarese di storia patria. Carlo Savonuzzi starb am 26. Dezember 1973 in Sanremo. Sämtliche während seiner beruflichen Tätigkeit (1922–1965) gesammelten Dokumente (Zeichnungen, Fotografien, Schriften usw.) wurden von seiner Tochter der Fakultät für Architektur der Universität Ferrara gespendet und werden im Fonda Savonuzzi aufbewahrt.
Zahlreiche Inschriften und Denkmäler erinnern an die Brüder Savonuzzi, darunter eine Tafel an der Grabenmauer des Castello Estense und der Säule auf der Bastion von San Tommaso.

## In Ferrara entworfene Werke
- Acquedotto
- Stadio Paolo Mazza

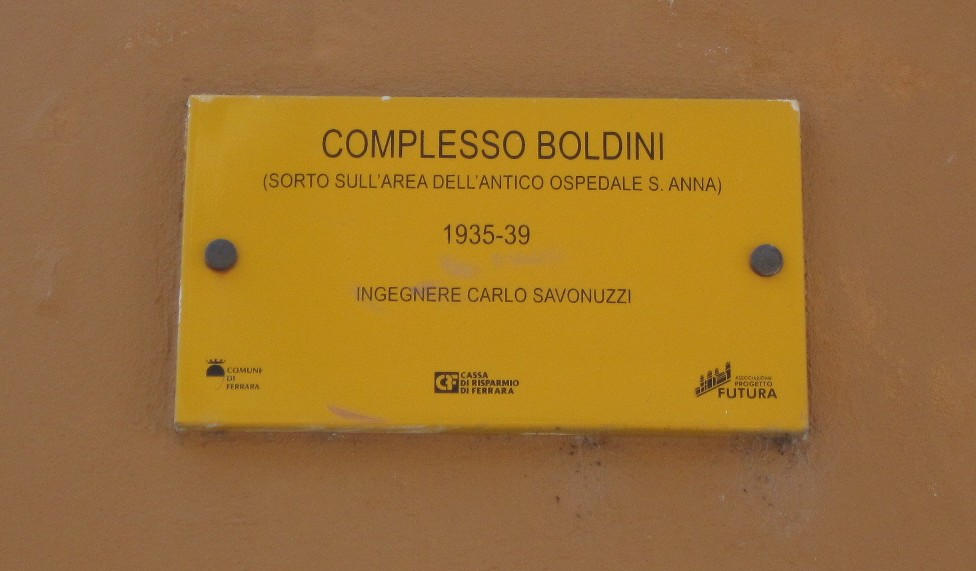
Ferrara, Boldini-Komplex. Gedenktafel für Ing. Carlo Savonuzzi

- Torre della Vittoria des Palazzo Municipale
- Foro Boario
- Scuola elementare Alda Costa
- Fischmarkt in der Via Cortevecchia (existiert nicht mehr)
- Museo di Storia Naturale
- Conservatorio Girolamo Frescobaldi
- Ex Linificio Canapificio
- Complesso Boldini